# جورج بي فرينش
جورج بي فرينش (بالإنجليزية: George B. French)‏ مواليد 14 أبريل 1883 في ستورم ليك - الوفاة 09 يونيو 1961 في هوليوود، هو ممثل أمريكي بدأ مسيرته الفنية سنة 1915. شارك في قرابة 92 فيلما. امتدت مسيرته الفنية لأكثر من 28 عاما. من أعماله هورس شوز وشيكداون.

## روابط خارجية
- جورج بي فرينش على موقع IMDb (الإنجليزية)
- جورج بي فرينش على موقع أول موفي (الإنجليزية)
- جورج بي فرينش على موقع قاعدة بيانات برودواي على الإنترنت (الإنجليزية)
- جورج بي فرينش على موقع قاعدة بيانات الأفلام السويدية (السويدية)
- جورج بي فرينش على موقع قاعدة بيانات الفيلم (الإنجليزية)
- جورج بي فرينش على موقع كينوبويسك (الروسية)